# Język tofanma
Język tofanma (a. tofamna, tefanma) – język papuaski używany w prowincji Papua w Indonezji. Według danych z 2005 roku posługuje się nim 250 osób. Obszar tego języka obejmuje tereny na wschodnim skraju indonezyjskiej Nowej Gwinei, pomiędzy terytoriami języka usku (afra) i języków pauwasi, na południe od molof.
Z danych publikacji Ethnologue (wyd. 22, 2019) wynika, że jego użytkownicy zamieszkują wsie Namla, Tofanma Dua i Tofanma Satu w dystrykcie Senggi (kabupaten Keerom). Odnotowano, że tofanma jest używany w środowisku domowym i w sferze religijnej, przez wszystkich członków społeczności.
Tofanma jest znany również społeczności Namla, służąc jako język drugi. Doniesienia sugerują, że język namla jest wypierany m.in. przez tofanma.
Nie został dobrze udokumentowany, sporządzono jedynie listy jego słownictwa. Ethnologue podaje, że nie jest blisko spokrewniony z żadnym innym językiem. William A. Foley (2018) wskazał, że tofanma i namla tworzą małą rodzinę językową. Podobnie postąpili autorzy publikacji Glottolog (4.6), wyróżniając rodzinę namla-tofanma. Timothy Usher umieszcza oba języki w ramach grupy zachodniej rodziny języków pauwasi, wraz z afra i tebi-towe. Wcześniej C.L. Voorhoeve (1975) sklasyfikował tofanma jako izolat w ramach języków transnowogwinejskich.